# Korpus Benigni
Korpus Benigni (nemško Korps Benigni) je bil korpus avstro-ogrske skupne vojske, ki je bil aktiven med prvo svetovno vojno.

## Zgodovina
Korpus je deloval med julijem 1915 in julijem 1916, ko je bil preimenovan v 8. korpus.

## Poveljstvo
Poveljniki
- Siegmund von Benigni in Müldenberg: julij 1915 - julij 1916

Načelniki štaba
- Maximilian von Pitreich: avgust 1915 - julij 1916